# Championnat du Congo de football 2018-2019
Navigation
Saison précédente Saison suivante
La saison 2018-2019 du Championnat du Congo de football est la 54e édition de la première division congolaise, la Ligue 1. Les quatorze équipes sont regroupées au sein d'une poule unique, où chaque équipe affronte tous les adversaires de sa poule deux fois, à domicile et à l'extérieur.
L'AS Otohô d'Oyo, tenant du titre, remporte de nouveau le championnat, c'est son deuxième titre de champion du Congo.

## Qualifications continentales
Le premier du classement final se qualifie pour la Ligue des champions de la CAF 2019-2020 tandis que le vice-champion obtient un billet pour la Coupe de la confédération 2019-2020.

## Les clubs participants
- AC Léopards
- Diables noirs de Brazzaville
- Inter Club
- Étoile du Congo
- CARA Brazzaville
- FC Kondzo
- JS Talangaï
- Tongo FC Jambom
- AS Cheminots
- Patronage Sainte-Anne
- Club sportif La Mancha
- Nico-Nicoyé
- Vita Club Mokanda
- AS Otohô

## Compétition
Le nombre de participants a été réduit à quatorze équipes par rapport à la saison précédente. 

### Classement
Le barème utilisé pour établir le classement est le suivant :
- Victoire : 3 points
- Match nul : 1 point
- Défaite, forfait ou abandon : 0 point

| Rang | Équipe                 | Pts | J  | G  | N  | P  | Bp | Bc | Diff |
| ---- | ---------------------- | --- | -- | -- | -- | -- | -- | -- | ---- |
| 1    | AS OtohôT              | 64  | 26 | 20 | 4  | 2  | 55 | 9  | +46  |
| 2    | Étoile du Congo        | 54  | 26 | 16 | 6  | 4  | 46 | 20 | +26  |
| 3    | Diables Noirs          | 47  | 26 | 13 | 8  | 5  | 30 | 19 | +11  |
| 4    | JS Talangaï            | 41  | 26 | 12 | 5  | 9  | 41 | 30 | +11  |
| 5    | CARA Brazzaville       | 38  | 26 | 11 | 5  | 10 | 34 | 26 | +8   |
| 6    | Tongo FC Jambon        | 36  | 26 | 11 | 3  | 12 | 28 | 33 | -5   |
| 7    | Vita Club Mokanda      | 35  | 26 | 10 | 5  | 11 | 23 | 29 | -6   |
| 8    | Inter Club             | 34  | 26 | 10 | 4  | 12 | 21 | 28 | -7   |
| 9    | AC Léopards            | 31  | 26 | 9  | 4  | 13 | 28 | 38 | -10  |
| 10   | AS Cheminots           | 30  | 26 | 8  | 6  | 12 | 24 | 29 | -5   |
| 11   | Nico-Nicoyé            | 28  | 26 | 6  | 10 | 10 | 22 | 30 | -8   |
| 12   | FC Kondzo              | 27  | 26 | 8  | 3  | 15 | 27 | 36 | -9   |
| 13   | Patronage Sainte-Anne  | 24  | 26 | 6  | 6  | 14 | 26 | 36 | -10  |
| 14   | Club sportif La Mancha | 19  | 26 | 4  | 7  | 15 | 16 | 48 | -32  |

|  | Qualifié pour la Ligue des champions de la CAF 2019-2020                              |
|  | Qualifié pour la Coupe de la confédération 2019-2020                                  |
|  | Relégation directe en deuxième division                                               |
|  | T : Tenant du titre C : Vainqueur de la Coupe du Congo P : Promu de deuxième division |

- Patronage Sainte-Anne gagne les barrages de relégation contre FC Flamengo (1-1 et 4-0) et reste en première division.

## Bilan de la saison
| Championnat du Congo de football 2018-2019 |                            |
| Champion                                   | AS Otohô (2e titre)        |
| Qualifications continentales               |                            |
| Ligue des champions de la CAF 2019-2020    | AS Otohô                   |
| Coupe de la confédération 2019-2020        | Étoile du Congo            |
| Promotions et relégations                  |                            |
| Promus en Ligue 1                          | Racing Club de Brazzaville |
| Relégués en Ligue 2                        | Club sportif La Mancha     |